# Oecophylla longinoda
Oecophylla longinoda är en myrart som först beskrevs av Pierre André Latreille 1802.  Oecophylla longinoda ingår i släktet Oecophylla och familjen myror.

## Underarter
Arten delas in i följande underarter:
- O. l. annectens
- O. l. claridens
- O. l. fusca
- O. l. longinoda
- O. l. rubriceps
- O. l. rufescens
- O. l. taeniata
- O. l. textor

## Bildgalleri

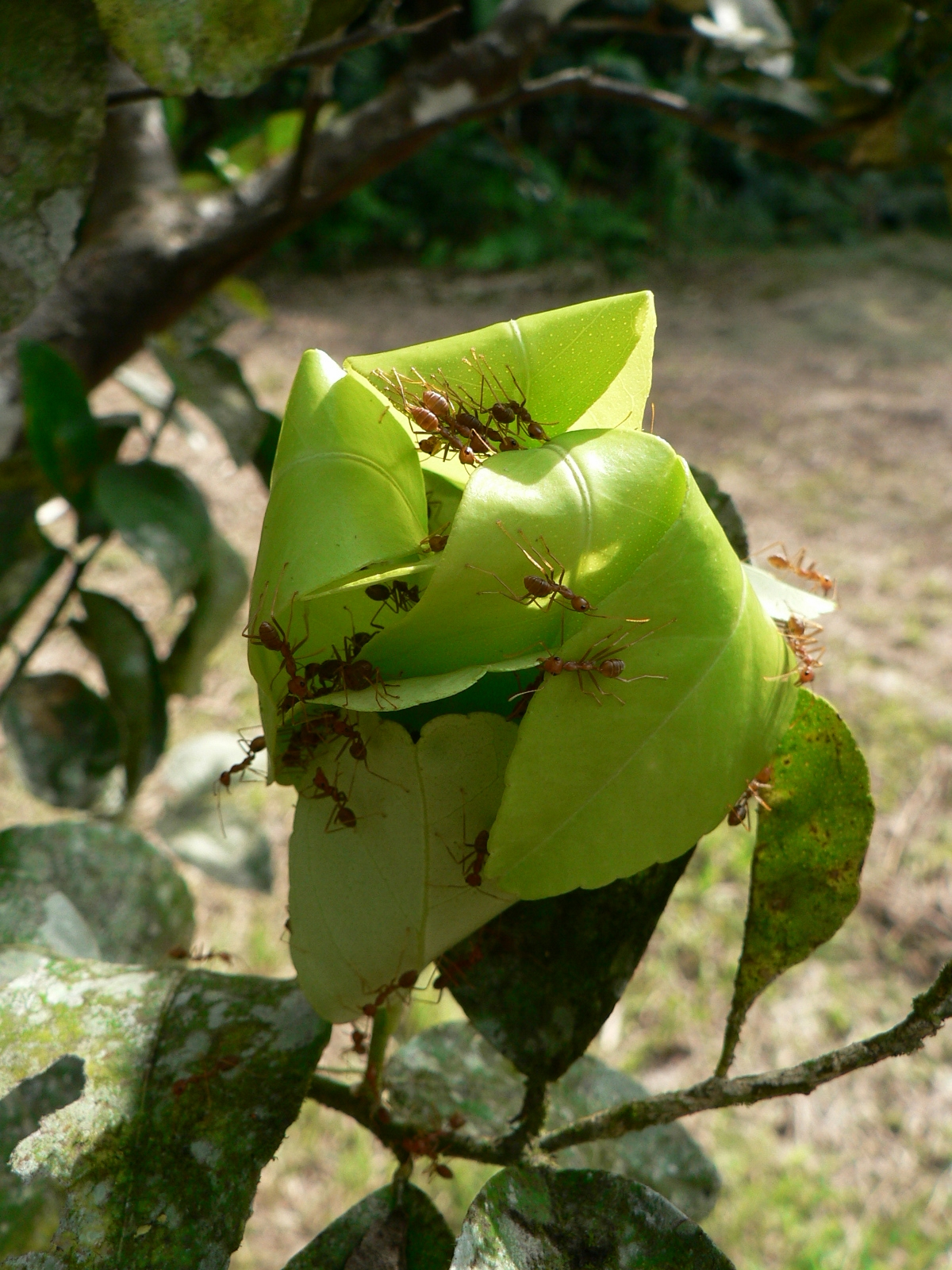
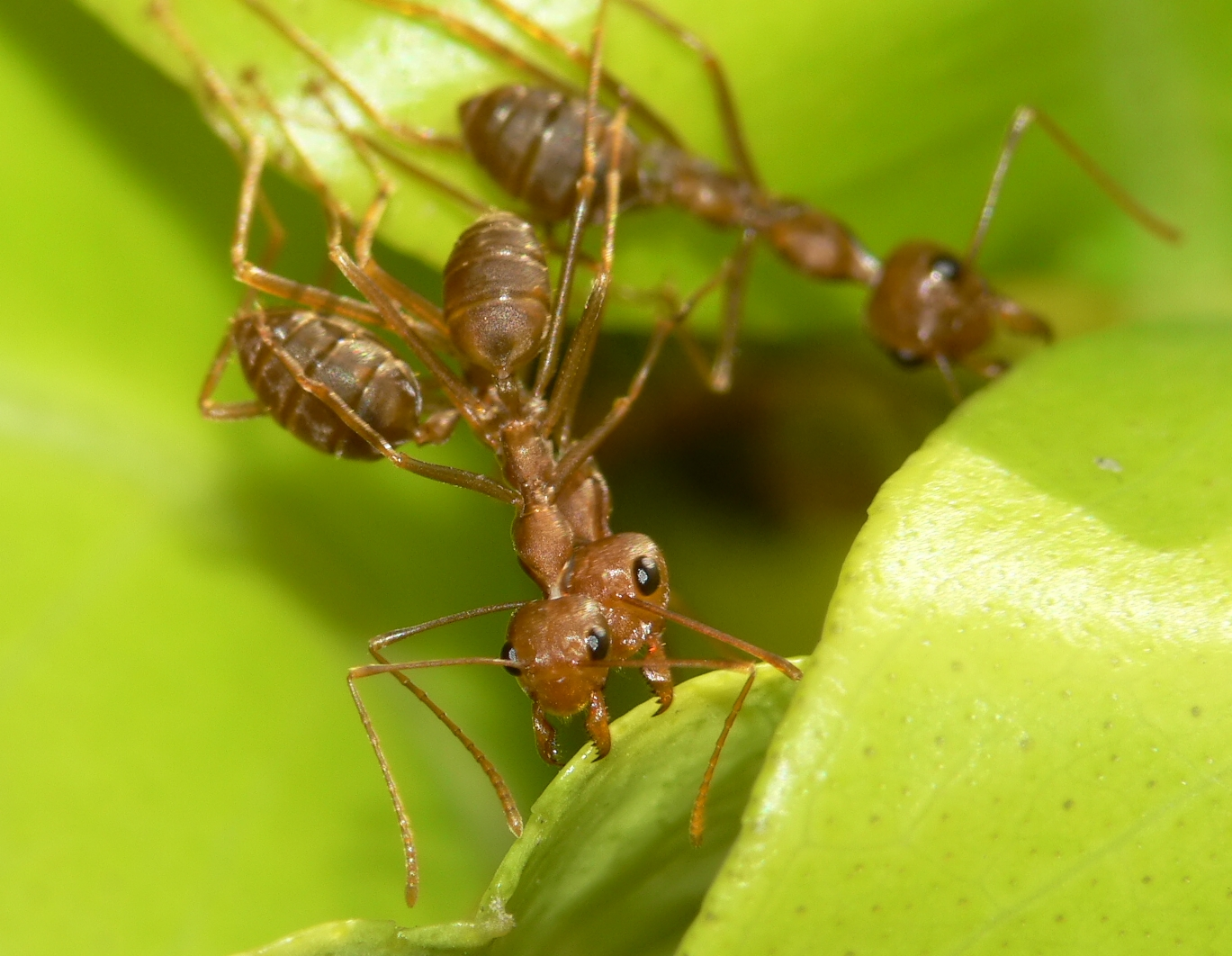